# Мечі проти смерті
Мечі проти смерті (англ. Swords Against Death) — збірка із 10 оповідань Фріца Лайбера в жанрі меч і чари, що вийшла 1970 року в американському видавництві «Ace Books».
Хронологічно друга збірка про героїв Фафгрда та Сірого Мишолова.

## Сюжет
Історії Фафхрда та Сірого Маузера розповідають про життя двох злодійських,але симпатичних ізгоїв,які мандрують у фантастичному світі Невона. Історії в «Мечі проти смерті» стосуються дуету,коли вони залишають Ланкхмар після смерті своїх перших кохань,лише щоб зрозуміти,що їхня рішучість ніколи не повертатися безглузда («Прокляття кола»). Далі слідує низка різноманітних пригод із їхніх поневірянь,у тому числі пошуки скарбів у оселі з унікальним захистом («Коштовності в лісі»),зворотна битва з Гільдією злодіїв, яку вони вважають відповідальною за смерть своїх дам «Дім злодіїв»,чарівна подорож у далеку країну («Похмурий берег»), зустріч із незнайомець,який переслідує звірів («The Howling Tower»), небезпечний візит до невоніанського еквівалента Атлантиди («The Sunken Land»),конфлікт із вбивчим жрецтвом («Seven Black Priest»), магічна чума,що вразила Ланхмара («Claws from Night»),остаточне розставання з їхніми померлими коханнями в Shadowland («The Price of Pain-Ease») та розслідування таємничий магазин,який не здається («Базар чудернацьких»).

## Оповідання
| Назва                | назва                                                              | рік  |
| -------------------- | ------------------------------------------------------------------ | ---- |
| «Кругове закляття»   | «The Circle Curse»                                                 | 1970 |
| «Коштовності в лісі» | «The Jewels in the Forest»/ початкова назва «Two Sought Adventure» | 1939 |
| «Будинок злодіїв»    | «Thieves' House»                                                   | 1943 |
| «Чорний берег»       | «The Bleak Shore»                                                  | 1940 |
| «Виюча вежа»         | «The Howling Tower»                                                | 1941 |
| «Затонула земля»     | «The Sunken Land»                                                  | 1942 |
| «Сім чорних жерців»  | «The Seven Black Priests»                                          | 1953 |
| «Кігті із темряви»   | «Claws from the Night»/ початкова назва «Dark Vengeance»           | 1951 |
| «Ціна забуття»       | «The Price of Pain-Ease»                                           | 1970 |
| «Базар дивацтв»      | «Bazaar of the Bizarre»                                            | 1963 |